# Titularbistum Tracula
Tracula ist ein ehemaliges Bistum der römisch-katholischen Kirche und heute ein Titularbistum. Es gehörte der Kirchenprovinz Sardes an. 
| Titularbischöfe von Tracula |                                |                                                          |                   |                   |
| Nr.                         | Name                           | Amt                                                      | von               | bis               |
| 1                           | John Colburn Garner            | Apostolischer Vikar von Pretoria (Südafrikanische Union) | 9. April 1948     | 11. Januar 1951   |
| 2                           | Jan Cornelius van Sambeek MAfr | emeritierter Bischof von Kigoma (Tanganjika/Tansania)    | 22. November 1957 | 25. Dezember 1966 |